# Un día de cólera
Un día de cólera es una novela histórica de Arturo Pérez-Reverte. Publicada en 2007 por la editorial Alfaguara, describe los acontecimientos del dos de mayo de 1808 y los fusilamientos de esa misma noche. En el libro también se incluye un mapa de la situación de Madrid en 1808.

## Argumento
El escritor se basó en documentos históricos militares y políticos en inglés, francés y en español, y en relatos narrados por José Matoal Chico, que fue testigo. En el libro se detalla con gran exactitud los acontecimientos de ese día, 2 de mayo, en el cual el pueblo español se rebela contra Napoleón y su ejército. Describe las matanzas realizadas en las calles de Madrid y los ciudadanos combatiendo al ejército invasor. Pérez-Reverte ha comentado que la novela "tampoco tiene un protagonista concreto, pues fueron innumerables los hombres y mujeres envueltos en los sucesos del 2 de mayo de 1808 en Madrid".